# Yvon-Ambroise Vermeersch

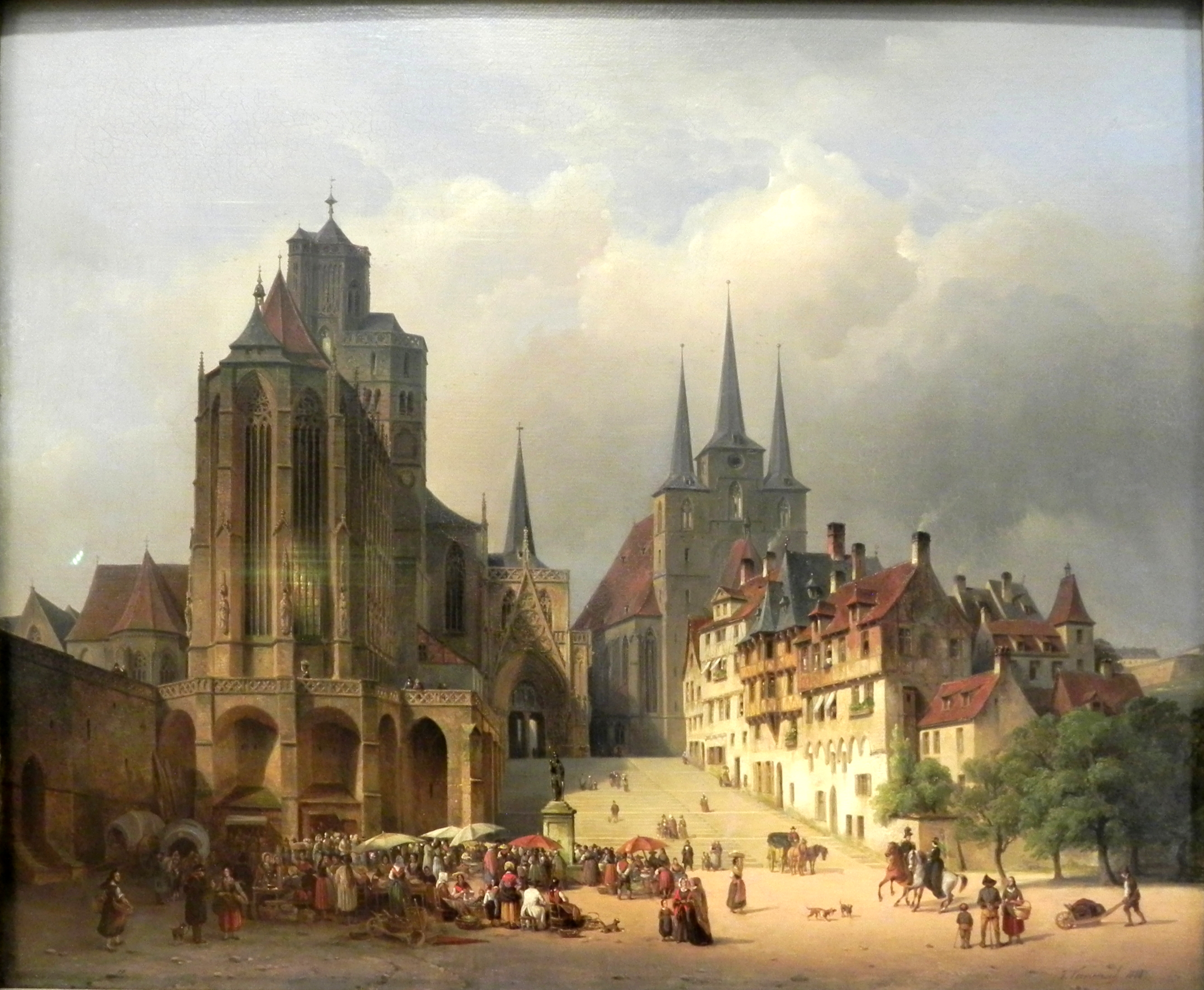
Dom van Erfurt (1848)

Yvon-Ambroise (Ivo) Vermeersch (Maldegem, 9 januari 1810 – München, 24 mei 1852) was een Belgisch kunstschilder van stadsgezichten uit de romantiek.

## Persoonsgegevens
Hij was de zesde van zeven kinderen in het gezin van notaris Jean Vermeersch (Maldegem, 1768), en van Marie Thérèse Geysens (Kortrijk, 1777). Vermeersch huwde in München op 25 juni 1845 met Amalia von Dahl (München 1815-1852), die de weduwe was van Joseph Bertsch, bouwkundig ingenieur (1811-1841). Uit dit huwelijk werd in 1848 een dochtertje geboren. Vermeersch woonde ca. 1849 in de Karlsstrasse 47 en later in de Salvatorstrasse 14, eveneens te München.

## Levensloop

### Studies
Zijn vader was een notaris die als schepen en burgemeester ook actief was in de lokale Maldegemse politiek. Als zoon van gegoede ouders ontving Vermeersch privé-onderwijs. Naar verluidt, was hij een vroegrijp teken- en schildertalent en reeds artistiek actief vanaf zijn dertiende levensjaar. Zijn ouders bemoeilijkten zijn ontwikkeling als kunstenaar geenszins. Vermeersch studeerde van 1824 tot 1826 aan de Gentse Kunstacademie als leerling van Pieter-Frans De Noter (1779-1842) en specialiseerde zich, net als deze, in het schilderen van landschappen en vedute, alsook van interieurs. De jong gestorven veduteschilder Pieter-Frans Poelman (1801-1825) wordt eveneens genoemd in verband met zijn opleiding.

### Eerste jaren in Gent
Tot 1840 vonden zijn activiteiten hoofdzakelijk in Gent plaats. Hij exposeerde er in de salons:
- 1826: “Gezicht op de vismarkt te Gent” (wellicht zijn debuut als exposant)
- 1829: “Kerk en klooster van de dominicanen te Gent”; in dat jaar schilderde hij ook een “Gezicht op de ruïnes van de Sint-Machariuskerk op de Oude Citadel te Gent”
- 1838: “Stadsgezicht” en “Terugkeer van de processie”.

In het salon 1831 in het Noord-Franse Douai toonde hij twee gezichten op de Gentse Sint-Niklaaskerk.
Tijdens de Septemberdagen in het jaar 1830 meldde hij zich aan als vrijwilliger bij het Belgisch leger en vocht mee in het Park te Brussel tegen de Hollandse troepen. In die tijd werkte hij ook mee aan het prestigieuze “Album pittoresque des Pays-Bas”, dat door de Brusselse lithograaf J.B. Jobard uitgegeven werd. Vele van zijn Gentse gezichten werden in 1838 gebruikt als prototypes voor topografische litho’s. Die werden bij P. Degobert te Brussel gedrukt en uitgegeven door Tessaro te Gent en het was Théodore Fourmois, de bekende landschapschilder, die de litho’s realiseerde.

### Reizen
Omstreeks 1840 bezocht Vermeersch, zoals dat de gewoonte was bij de meeste vedutisten, verschillende plaatsen in het buitenland: Lotharingen, Beieren, Württemberg, Saksen, Het Rijnland, Italië en Sicilië. Deze reis zou aan zijn leven een beslissende wending geven.

### München
In 1841 vestigde hij zich te München. Naar de reden van deze gedurfde beslissing kunnen we enkel gissen. Zag hij te München een gat in de markt voor zijn specialiteit, het veduteschilderen (enkel Michaël Neher had enige naam in deze discipline, de familie Quaglio – die een generatie ouder was – buiten beschouwing gelaten)? Of had hij toen reeds Amalia von Dahl, zijn toekomstige vrouw, leren kennen? Haar eerste echtgenoot, Joseph Bertsch, verongelukte op 21 juli 1841. Hun huwelijk had echter pas in 1845 plaats.
Vermeersch verloor nimmer het contact met Vlaanderen, zijn Belgische collega's en zijn familie.
Hij stuurde trouwens geregeld werken in naar de Belgische salons:
- Gent, 1841: “Gezicht op Esslingen”
- Antwerpen, 1849: “De Ponte Pietro te Verona”

München, de Beierse hoofdstad, was in die tijd een voornaam cultuurcentrum. Dit was vooral te danken aan koning Lodewijk I van Beieren, die persoonlijk een groot verzamelaar was, zich vaak onder kunstenaars begaf en zowel in de hoofdstad als in de andere steden van zijn land de bouw van talrijke musea, concertgebouwen, enz. stimuleerde.
Vermeersch werd algauw een van de lievelingen van het Münchense publiek: zijn talloze gezichten op de stad en haar omgeving, op pittoreske steden langs de Rijn en de Neckar en op het zonnige Italië waren razend populair. Ook Lodewijk I bewonderde Vermeersch ten zeerste en bezat persoonlijk werken van hem. In 1843 ondernam Vermeersch een studiereis naar Bohemen en in 1846-47 bezocht hij diverse Italiaanse steden: Verona, Pisa, Rome, Venetië, Perugia… Hij bereisde praktisch heel Duitsland: de Rijn, Erfurt, de Bodensee, Tirol, de Neckarvallei. Diverse officiële aankopen bevestigen zijn faam: “Havengezicht” in 1842 (vernield tijdens W.O. II), “Uit Italië” in 1845 (idem) en “De Ochsenturm te Andernach” in 1846 door de Neue Pinakothek te München, evenals aankopen door het Museum te Stuttgart, het Rodolphinum te Praag.
Anno 1849 ontfermde Vermeersch zich te München over de jonge, veelbelovende Antwerpse kunstschilder Alexander Markelbach (1824-1907), die twee jaar te München kwam studeren. Tot zijn Münchense vriendenkring behoorden talrijke kunstenaars, o.a. Cäsar Metz en Johann-Gottfried Steffan.

### Overlijden
De omstandigheden van Vermeersch’s overlijden zijn wegens de uitzonderlijke dramatiek het vermelden waard: nadat in april 1852 zijn vrouw ziek was geworden (een ongeneeslijke leveraandoening), werd hij een maand later zelf door een ernstige ziekte overvallen. Op 24 mei, toen zijn vrouw stervende was, overleed Yvon-Ambroise Vermeersch op 42-jarige leeftijd aan een hersentrombose. Enkele uren later overleed zijn vrouw.

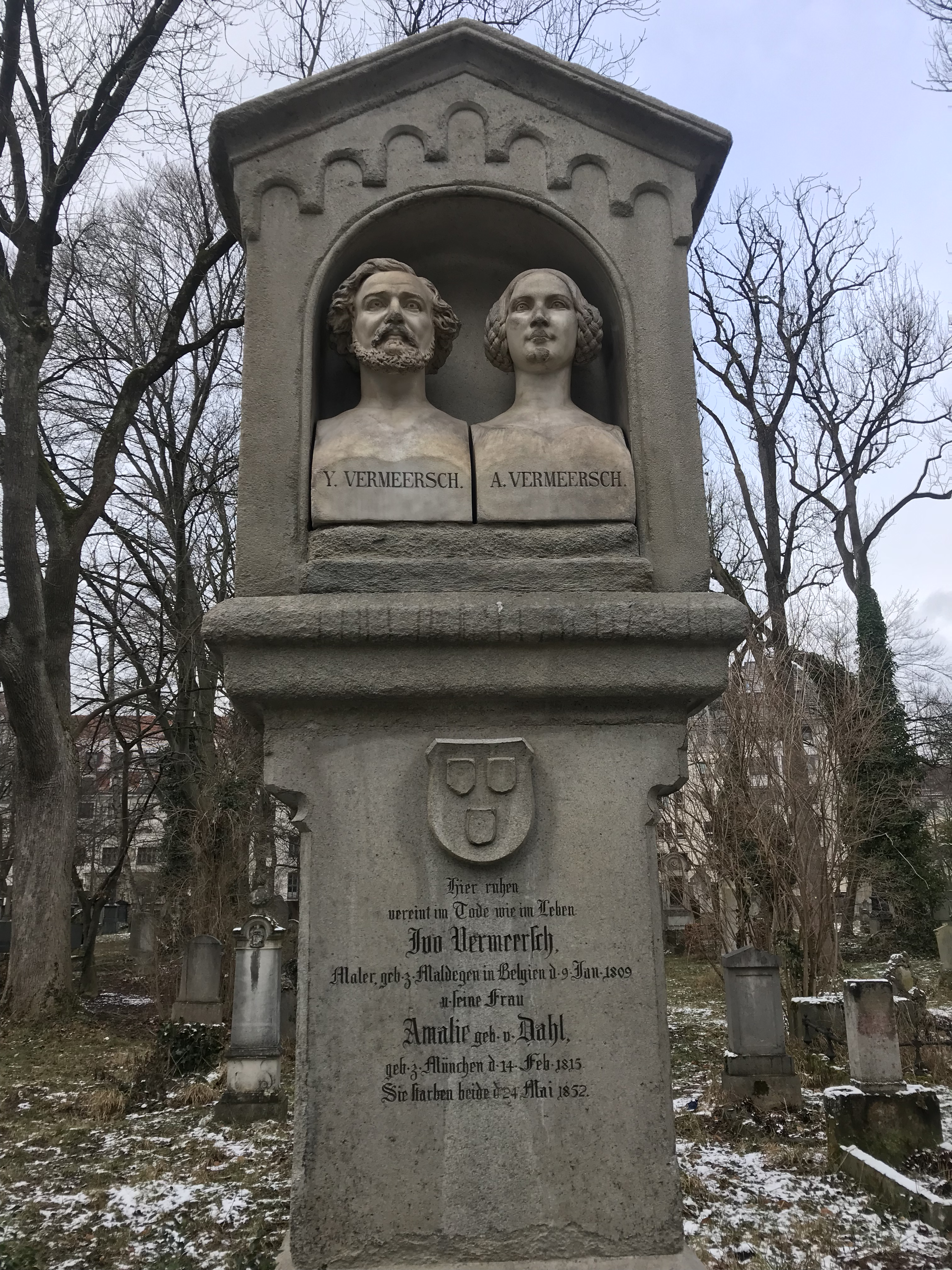
Grafmonument München

In opdracht van koning Lodewijk I werden door beeldhouwer Johann von Halbig dodenmaskers van beide overledenen gemaakt. Zij werden op 26 mei met veel eerbetoon begraven op de Südlicher Friedhof te München. Daar werd in 1853 eveneens op bevel van de koning een grafmonument voor Vermeersch en zijn echtgenote opgericht, met daarin verwerkt de portretbuste van beiden door beeldhouwer Halbig. Dit monument stond er anno 1985 nog steeds, alhoewel in vervallen staat.
Postuum werd in het Salon 1852 in Antwerpen “Kerk te Palermo” tentoongesteld.

## Atelierverkoop
Op 6 december 1852 werd de inhoud van het atelier van Vermeersch bij Aumüller te München publiekelijk verkocht.

## Situering
Vermeersch was een belangrijk vertegenwoordiger van het vedutegenre uit de eerste helft van de 19e eeuw. Zijn werk baadt volledig in de romantische sfeer, maar eigen aan het onderwerp zijn uiteraard de topografische exactitude en de waarheidsgetrouwe weergave. Vandaar dat men zijn stijl best als romantisch realisme karakteriseert. Vermeersch hoort thuis in een rij namen waartoe ook Pieter-Frans De Noter, François-Joseph Boulanger, Pieter-Frans Poelman, François Bossuet, François Stroobant en Jan-Michiel Ruyten behoren. Na de - in zijn specialiteit - nog steeds wereldberoemde Bossuet is hij wellicht de Belgische figuur die – ook internationaal – nu nog de stevigste reputatie geniet. Zijn werk leunt sterk aan bij dat van de Duitser Michaël Neher.

## Trivia
- In Maldegem werd een straat naar Vermeersch genoemd.

## Musea
- Baden, Staatliche Sammlung: "Hollandse stad aan een kanaal" (1846)
- Berlijn, Nationalgalerie: "Gezicht op de Piazza d’Erbe te Verona" (gehoogde tekening)
- Gent, M.S.K.: "Kerk te Gries, Tirol" (1849)
- Gent, Stadsarchief (litho’s in de Atlas Goetghebuer)
- Hannover, Niedersächsisches Landesmuseum: "Dom en Marktplaats te Erfurt" (1848)
- Ieper, Stedelijke Verzameling: "Binnenzicht te Brugge"
- Kaiserslautern, Pfalzgalerie: "Kerk en kerkplein te Bacharach"
- Kortrijk, M.S.K.: "Kerk en kerkplein te Bacharach"
- München, Pinakothek (Bayrische Staatsgemäldesammlungen): "De Ochsenturm te Andernach"
- München, Stadtmuseum: Limburg an der Lahn (1841; tekening), verder tekeningen, aquarellen en litho’s
- Praag, Nationalgalerie: "Kerk te Bacharach" (1848)
- Stuttgart, Museum: "Stadspoort en Moezelbrug te Koblenz"

- Gemeinsame Normdatei: 118936379
- International Standard Name Identifier: 0000 0000 6677 6929
- Library of Congress Control Number: n94098001
- RKD-Nederlands Instituut voor Kunstgeschiedenis: 80488
- Union List of Artist Names: 500042628
- Virtual International Authority File: 54947235
- WorldCat: E39PBJxWYgxxRj7VmkjWwCGT73